# Rainer Gebauer
Rainer Gebauer (né le 24 aout 1951 en Bad Homburg vor der Höhe est un ancien attaquant allemand de football.
Après des débuts au FC Cologne, Gebauer tenta sa chance en Belgique où il devient un attaquant redouté. Il termine sa carrière "pro", dans les ligues inférieures de son pays natal, puis joue dans des clubs amateurs.

## Biographie

### Bundesliga
Lors de la saison 72-73, Gebauer a 21 ans quand l’entraîneur yougoslave Zlatko Čajkovski le lance dans le grand bain de la Bundesliga au FC Köln où la concurrence est rude avec des éléments offensifs tel que Overath, Weber ou encore Flohe. Dans le club phare de le cité rhénane, l'attaquant blond apparait 19 fois dans la plus haute division allemande et marque 3 buts. Il participe également à la finale de la Coupe d'Allemagne contre le Borussia Mönchengladbach, mais il doit laisser le fameux trophée filer au "Gladbacher", à la suite d'un but de sa superstar Gunter Netzer.

### Belgique
En Championnat de Belgique de football D2 1973-1974, Rainer Gebauer accepte l'offre de l'AS Eupen, club belge germanophone qui milite alors en Division 2. Il y retrouve deux de ses compatriotes, les attaquants Kallius et Graf. Durant cet exercice, les "Pandas" jouent les premiers rôles et occupent la tête du classement pendant plusieurs journées. Ils doivent finalement baisser pavillon derrière l'Olympic Montignies, Lokeren et l'AS Ostende. Blessé à trois rencontres de la fin du championnat, Gebauer manque cruellement à Eupen, finalement quatrième. Le club joue le tour final mais le loupe complètement (6 défaites en 6 rencontres) et reste en D2. Gebauer se console avec ses 23 buts qui lui valent le titre de meilleur buteur de D2.
Repéré pour son efficacité devant le but, l'attaquant est transféré au Sporting de Charleroi dont il devient le fer de lance pendant six saisons.

#### Chouchou zébré
Dans les rangs des Zèbres carolos, Gebauer se taille la part du...lion. Il devient une des Légendes du matricule 22 et le chouchou des supporters qui quarante ans plus tard, le vénère toujours. Pourtant celui qui était surnommé le "Grand blond", considère avec le recul du temps que signer à Charleroi "a été une erreur, qu'il met sur son caractère très indépendant de l'époque". Même s'il considère, a posteriori ne pas avoir été bon, l'attaquant sauve la peau du club carolo à plus d'une reprise. A cette époque, le Sporting Charleroi manque de moyens pour entourer son précieux artilleur et doit se contenter de la deuxième partie du classement et d'exploits ponctuels. En 1976-1977, les Carolos évite la culbute en D2 de peu et doivent en partie leur sauvetage à l'insigne faiblesse du FC Malinois et de l'AS Ostende, les deux derniers classés. Les deux saisons suivantes sont moins stressantes pour les Zèbres qui terminent au milieu du classement.
En Coupe de Belgique 1977-1978, sous la conduite de Felix Week, le club est proche d'écrire une grande page de son Histoire mais trébuche sur la dernière marche. En 1/32e de finale, le Sporting Charleroi élimine difficilement (2-1). l'AS Eupen, pourtant redescendu en Division 3 à la fin de la saison précédente. Au tour suivant, c'est le K. VG Oostende (D2) qui passe à la trappe (2-0). En 1/8e de finale, Charleroi cause la surprise en éliminant Anderlecht. Au Mambourg le match se solde par un partage (3-3) et selon le règlement d'alors, il est rejoué...au Parc Astrid. Les observateurs sont convaincus que les "Mauves" vont avalé les Zèbres tout cru, mais ceux-ci déjouent les pronostics et force un nouveau nul (2-2). Charleroi se qualifie après une séance de tirs au but (4-5). Le matricule 22 frahcit les quarts de finale à la suite d'un court succès contre Waterschei (1-0). Le parcours carolo se poursuit avec un nouvel exploit en demi-finale, avec une victoire nette (3-1) contre le Club Brugeois, futur champion national mais aussi finaliste de la Coupe des Champions ! Hélas pour Zèbres et Gebauer, le périple n'aboutit pas totalement puisque c'est Beveren qui soulève le trophée (2-0). Capitaine des Zèbres, à cette époque, Gebauer estime la victoire des Waeslandiens logique mais nourrit des regrets surtout pour les 34.000 fans carolos qui avaient fait le déplacement au stadfe du Heyzel pour cette occasion.
Après cette finale perdue, Rainer Gebauer travaille encore deux saisons avec les Sportingmen. Un transfert au FC Bruges est longtemps évoqué, mais le "deal" capote en raison du montant de transfert élevé que réclame Charleroi. A cette occasion, avec le recul du temps, l'attaquant confirme avoir commis une erreur en prolongeant à Charleroi. Il explique avoir eu un contact avec le célèbre entraîneur allemand Hennes Weisweiler qu'il cite: "Moi à Cologne, je ne t'aurais jamais laissé partir en Belgique !".
Lors de la 6e et dernière, c'est la soupe à la grimace. "A la rue", Charleroi termine dernier et descend en Division 2. Gebauer passe la main et s'en va. S'il est déçu de ses performances carolos, il affirme aussi conserver d'excellents souvenirs sportifs et avoir eu des contacts humains très positifs. Il regrette cependant que dans une situation financière délicate, "il se passait tout le temps des choses bizarres dans ce club.

### Relance au Racing Jet
En 1980, le "Grand blond" signe au Racing Jet Bruxelles, un cercle de Division 2 qui rêve de d'atteindre l'élite après avoir participé au tour final de D2 la saison précédente. Selon l'attaquant, ses prestations individuelles s'améliorent par rapport à la fin de sa période carolo. Par contre, il admet aussi que le projet sportif du club tourne au fiasco complet. 13e, le club est bon dernier et renvoyé en Division 3 en 1982.

### Retour en Allemagne
Après neuf saisons deans les compétitions belge, Rainer Gebauer rentre en Allemagne. Il passe deux championnats au FV Bad Honnef, un club qui joue en "Oberliga Nordrhein" (D4 allemande à partir de 1978 à 2008).
Ensuite, le centre-avant évolue trois exercices avec le Bonner SC, toujours en Oberliga Nordrhein. Il y évolue jusqu'en 1987.
Par la suite Rainer Gebauer travaille comme "joueur-entraîneur", puis "entraîneur" dans divers clubs amateurs jusqu'en 1998. Il a alors 47 ans.

## Palmarès
- 1x Finaliste de la DFB-Pokal: 1972 avec le 1. FC Kôln.
- 1x Finaliste de Coupe de Belgique: 1978 avec le R. Charleroi SC.
- 1x Meilleur buteur de Division 02 belge: 1974 avec l'AS Eupen.